# تیمپانی
تیمپانی سازی از رده سازهای کوبه‌ای و گونه‌ای طبل بزرگ است که از کاسه بزرگی (معمولاً از مس) و رویه‌ای از پوست حیوان یا پلاستیک ساخته می‌شود و آن را با چوب‌های طبل مخصوص تیمپانی می‌نوازند و معمولاً با آرایش دوتایی یا پنج تایی در کنار هم نواخته می‌شوند. این طبل برای اولین بار در قرن ۱۷ همراه با ترومپت به عنوان اولین حضور طبل در ارکستر سمفونی نواخته شد. و در ارکسترهای سمفونیک از میانه قرن نوزدهم رایج شد. یکی از ویژگی‌های آن کوک‌پذیری است. برای کوک آن پوست رویش کشیده و توسط پیچ‌های تنظیم‌کننده یا پدال کوک می‌شود.

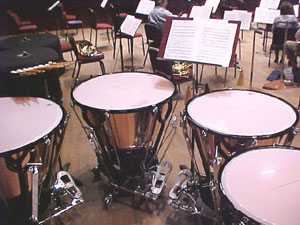
تیمپانی

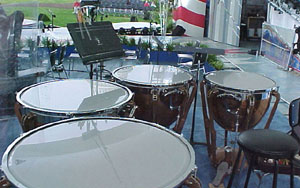
تیمپانی